# Johannes von Kastl
Johannes von Kastl OSB († nach 1426) war Benediktinermönch und bedeutender aszetischer Schriftsteller des Klosters Kastl in der Oberpfalz.

## Leben
Leben und Wirken des Johannes von Kastl fällt in die Zeit, als das Kloster sich zum Zentrum der monastischen und religiösen Erneuerung für ganz Süddeutschland entwickelt hatte (Kastler Reform). Nach dem Studium an der Karlsuniversität Prag, wo er 1388 den Grad eines Baccalaureus erwarb, war er in Kloster Kastl eventuell 1399 Prior und 1414 Subprior. 1417 war er mit der Einführung der Kastler Reform in Kloster Weihenstephan bei Freising betraut.
Die Schriften des Johannes von Kastl kennzeichnen ihn als einen überaus belesenen Autor, der die Werke antiker Autoren ebenso kannte wie die Schriften der Kirchenväter und des Thomas von Aquin. In seinen Schriften strebt Johannes nicht nach originären Gedanken und kreativen Einfällen, sondern ganz im Geist seiner Zeit versteht er sich als Sammler und Kompilator überlieferter Erkenntnisse und Einsichten. Im Zentrum seines mystischen Denkens steht die Verähnlichung des Menschen mit Gott.
Von seinen zahlreichen Werken erschien allein die Schrift De adhaerendo Deo in Druck. Diese Schrift fand allgemein große Beachtung, da sie lange fälschlich als ein Werk von Albertus Magnus galt; Martin Grabmann konnte jedoch 1920 glaubhaft nachweisen, dass es sich bei der Schrift um ein Werk des Johannes von Kastl handelt.

## Werke
- De adhaerendo Deo (auch De fine religiosae perfectionis et de modo fruendi Deo in praesenti vita genannt; zwischen 1390 und 1414)
- Breviarium Bibliae (vor 1400)
- Expositio super regulam s. Benedicti, 3 Bände (um 1400)
- De lumine creato (1410)
- Clenodium Religiosorum (1426; Johannes von Indersdorf gewidmet)
- Ars moriendi
- Ars praedicandi
- Expositio Psalmorum
- Formulae vitae religiosae
- De natura gratia gloria et beatitudine in patria
- Spiritualis philosophia de sui ipsius vera et humili cognitione
- De trinitate
- Verschollen sind die Schriften: Epistolarum ad diversos, De viris illustribus O.S.B., Sermones de sanctis